# Into You (Fabolous)
Into You è una canzone interpretata dal rapper statunitense Fabolous, contenuta nell'album Street Dreams e vede la collaborazione della cantante Ashanti nell'album, e di Tamia nella versione singolo.
Il brano ha raggiunto un ottimo successo in patria, e tutt'oggi risulta essere il maggior successo del rapper.

## Classifiche
| Classifiche (2003-04)                | Posizione massima |
| ------------------------------------ | ----------------- |
| Australia                            | 4                 |
| Francia                              | 44                |
| Paesi Bassi                          | 37                |
| Svizzera                             | 87                |
| Stati Uniti                          | 4                 |
| U.S. Billboard Hot R&B/Hip-Hop Songs | 6                 |